# اتوپیا (فیلم)
اتوپیا (انگلیسی: Utopia) فیلمی به کارگردانی سهراب شهیدثالث محصول سال ۱۹۸۳ کشور آلمان غربی است.

## داستان
پنج زن به خواست خودشان و بنا به نیاز اقتصادی در یک فاحشه‌خانه که تحت سرپرستی یک مرد اداره می‌شود، شروع به‌کار می‌کنند. سرپرست فاحشه‌خانه در سکانس‌های مختلف، هر بار به شکلی آزارگرانه و تحقیرآمیز، زن‌های فیلم را مورد استعمار قرار می‌دهد. هرکدام از زن‌ها از جایی می‌آیند و رؤیایی دارند.